# Andreas Gursky
Andreas Gursky (nascut el 15 de gener de 1955 a Leipzig) és un fotògraf alemany i professor a l'Acadèmia d'Art de Düsseldorf, la Kunstakademie Düsseldorf. És un dels fotògrafs més exitosos de la fotografia contemporània. Reconegut per la fotografia 99 Cent II Diptychon

## Educació
De 1978 a 1981, Gursky va estudiar Comunicació visual a la universitat Duisburg-Essen al costat d'altres fotografs com Otto Steinert o Michael Schmidt.
Entre 1981 i 1987 a l'Academia d'Art de Düsseldorf, va rebre una gran influència dels seus professors Bernd i Hilla Becher coneguts per la seva fotografia distintiva que tractava de catalogar maquinària industrial i arquitectura, són els pares de la fotografia contemporània.
Juntament amb els fotògrafs Axel Hütte, Jörg Sasse, Thomas Struth, Candida Höfer i Thomas Ruff pertany al grup conegut com a l'Escola de Fotografia Düsseldorf.

## Carrera i Estil
La perspectiva en moltes de les fotografies de Gursky són des d'un punt de vista elevat.
Aquesta posició permet a l'espectador trobar-se amb escenes en les quals s'inclouen tant el centre com els voltants, un fet difícil d'assolir. Aquesta àmplia perspectiva ha estat vinculada amb la globalització. Visualment, Gursky s'ha sentit atret per grans espais artificials, fets per l'home. Moltes de les seves fotografies es poden tractar a partir del concepte de massificació. En una retrospecció del 2001, el Museu d'Art Modern de Nova York, va definir l'obra de l'artista com a "un art sofisticat d'una visió sense adonar-se de la vida. És gràcies a l'astúcia de les ficcions de Gursky que reconeixem el seu món com al nostre". L'estil de Gursky és enigmàtic alhora que inexpressiu; i és que hi ha molt poca a nul·la explicació o manipulació dins les seves obres. El seu art és franc, honest, directe.
La fotografia 99 Cent II Diptychon (1999) va ser realitzada a la botiga 99 Cents Only a Sunset Boulevard, a Los Angeles. El seu interior representa una aglutinada composició d'estanteries horitzontals, que interseccionen amb les verticals de les columnes, en què l'abundància de "paquets perfectament etiquetats es transforma en camps de color, generats per interminables matrius de productes idèntics, que reflecteixen el sostre brillant" (Wyatt Mason).
Rhein II (1999), representa el Rin, concretament un tram als afores de Düsseldorf. Podem llegir a l'instant que es tracta del tall d'un riu, però també representa una configuració abstracta de bandes horitzontals de colors i amplades diferents. Dins la seva sèrie dividida en sis parts Ocean I-V (2009-2010), Gursky va utilitzar imatges de satèl·lit d'alta definició les quals va augmentar a partir de diverses fonts d'Internet.

## Publicacions
- Andreas Gursky. Cologne: Galeria Johnen + Shöttle, 1988.
- Andreas Gursky. Krefeld: Museum Haus Lange, 1989.
- Siemens Kulturprogramm: Projekte 1992. Múnic: Siemens AG, 1992.
- Andreas Gursky. Cologne: Buchhandlung Walther König; Zuric: Kunsthalle, 1992.
- Fotografien 1984-1993. Hamburg: Deichtorhallen; Múnic: Schirmer/ Mosel, 1994.
- Montparnasse. Cologne: Portikus & Oktagon, 1995.
- Andreas Gursky. Malmö: Rooseum Center for Contemporary Art, Malmö; Cologne, Oktagon, 1995.
- Images. London: Tate, 1995.
- Andreas Gursky: Fotografien 1984 bis heute. Düsseldorf: Kunsthalle Düsseldorf; Múnic: Schirmer/Mosel, 1998.
- Andreas Gursky. Fotografien 1994-1998. Wolfsburg: Kunstmuseum Wolfsburg; Ostfildern, Hatje Cantz, 1998.
- Currents 27. Andreas Gursky. Houston: Contemporary Arts Museum, Houston, 1998.
- Andreas Gursky. New York: Museum of Modern Art; Ostfildern: Hatje Cantz, 2001.
- Andreas Gursky. Paris: Centre national d'art et de culture Georges-Pompidou, 2002.
- Andreas Gursky. Basel: Kunstmuseum; Ostfildern: Hatje Cantz, 2007.
- Kaiserringträger der Stadt Goslar 2008. Goslar: Mönchehaus Museum; Goslar, Verein zur Förderung moderner Kunst, 2008.
- Architektur. Darmstadt: Institut Mathildenhöhe; Ostfildern, Hatje Cantz, 2008.
- Werke - Works 80-08. Kunstmuseen Krefeld/ Moderna Museet, Stockholm/ Vancouver Art Gallery; Ostfildern: Hatje Cantz, 2008.
- Andreas Gursky. Los Angeles: Gagosian Gallery; New York: Rizzoli, 2010.
- Andreas Gursky at Louisiana. Louisiana: Louisiana Museum of Modern Art; Ostfildern: Hatje Cantz, 2011.
- Bangkok. Düsseldorf: Stiftung Museum Kunstpalast; Göttingen: Steidl, 2012.
- Andreas Gursky. Tokyo: The National Art Centre; Osaka: The National Museum of Art; Tokyo/Osaka: Yomiuri Shimbun, 2013.
- Landscapes. Water Mills: Parrish Art Museum; New York: Rizzoli, 2015.
- Andreas Gursky. Steidl/Hayward Gallery, 2018.